# Giornale del Sud
Il Giornale del Sud è stato un quotidiano italiano, pubblicato a Catania dal 4 giugno 1980 al 14 novembre 1982.

## Storia editoriale

### La gestione Fava
Nel 1980 la direzione del giornale, fondato dall'imprenditore catanese Giuseppe Recca, fu affidata a Pippo Fava, ex caporedattore dell'Espresso sera. Il giornalista palazzolese creò un gruppo redazionale ex novo, affidandosi a giovani ed inesperti cronisti improvvisati. Tra di essi figuravano il figlio Claudio, Riccardo Orioles, Michele Gambino, Antonio Roccuzzo, Elena Brancati, Beppe Costa, Rosario Lanza. A Franco La Magna venne affidato il settore culturale (il cosiddetto "paginone").
Pippo Fava fece del Giornale del Sud un quotidiano coraggioso. Fu in quel periodo che si riuscì a denunciare le attività di Cosa nostra, attiva nel capoluogo etneo soprattutto nel traffico della droga.
Per un anno il Giornale del Sud continuò senza soste il suo lavoro. Il tramonto della gestione Fava fu segnato da tre avvenimenti: la sua avversione all'installazione di una base missilistica a Comiso (poi effettivamente realizzata), la sua presa di posizione a favore dell'arresto del boss Alfio Ferlito e l'arrivo di una nuova cordata di imprenditori al giornale, tra cui figuravano Salvatore Lo Turco, Gaetano Graci, Giuseppe Aleppo, Salvatore Costa, personaggi molto influenti nella politica catanese.
Inoltre erano iniziati gli atti di forza contro la rivista. Venne organizzato un attentato, a cui Fava scampò, con una bomba contenente un chilo di tritolo. In seguito, la prima pagina del Giornale del Sud che denunciava alcune attività di Ferlito fu sequestrata prima della stampa e censurata, mentre il direttore era fuori. L'11 ottobre 1981 Fava pubblicò Lo spirito di un giornale, un articolo in cui chiariva le linee guida che faceva seguire alla sua redazione: basarsi sulla verità per «realizzare giustizia e difendere la libertà». Qualche giorno dopo, Pippo Fava venne licenziato e la direzione del quotidiano fu affidata al vice direttore Umberto Bassi.

### Il dopo-Fava
I giovani giornalisti occuparono la redazione, ma a nulla valsero le loro proteste. Per una settimana rimasero chiusi nella sede, ricevendo pochi attestati di solidarietà. Dopo un intervento del sindacato, l'occupazione cessò. Poco tempo dopo, il Giornale del Sud avrebbe chiuso i battenti per volontà degli editori.

## Direttori responsabili
- Giuseppe Fava (1980 - 1981)
- Umberto Bassi (1981-1982)

## Giornalisti
- Santi Bonaccorsi
- Elena Brancati
- Beppe Cantone
- Beppe Costa
- Alfio Di Marco
- Claudio Fava
- Agrippino Gagliano
- Filippo Galatà
- Michele Gambino
- Giovanni Iozzia
- Franco La Magna
- Rosario Lanza
- Riccardo Orioles
- Nello Pappalardo
- Salvo Pappalardo
- Giovanna Quasimodo
- Antonio Roccuzzo
- Roselina Salemi
- Alfio Spadaro
- Fabio Tracuzzi
- Guglielmo Troina